# 랑그릿사 II
《랑그릿사II》는 랑그릿사의 후속작이며 랑그릿사 시리즈의 두 번째 작품이다. 랑그릿사 시리즈중 가장 인기가 많고 많이 알려져 있는 작품이다. 랑그릿사 II는 슈퍼패미컴으로 작동하는 데어 랑그릿사로 리메이크 되기도 했다.

## 스토리
주인공 엘윈은 여행 도중에 만난 견습 마법사 헤인과 여행을 계속하고 있었다. 도중에 헤인의 고향에서 머물고 있던 엘윈 일행은 헤인의 소꿉친구 리아나가 레이갈드 제국의 표적이 된 것을 알게되고, 리아나를 돕기 위해 새로운 여행을 시작하게 된다.

## 시스템

### 전직
레벨 10이 되면 각 캐릭터마다 새로운 직업으로 전직할 수 있게 된다. 루트는 비교적 다양하기 때문에 기병클래스가 되었다가 보병클래스가 되는 등 유연한 전직이 가능하다. 또한, 한번 그 클래스가 되면 직업만 바뀔 뿐 고용할 수 있는 용병이나 능력치는 유지된다. 클래스마다 증가하는 능력치나 새로 배우게되는 마법이 다르다. 또, 캐릭터를 게임에서 처음 조우하였을때의 직업으로 되돌아가게 해주는 룬스톤이라는 아이템도 있다. 최종클래스가 되면 레벨 10이 되어도 전직을 하지 않는데 룬스톤을 사용하면 레벨 10이 된 후 누적된 경험치를 합산하여 레벨업을 한다.

### 용병
용병은 캐릭터를 호위하는 역할을 하는 일종의 병사이다. 용병은 이동-공격-대기같은 간단한 명령을 수행할 수 있으며 각 보병,창병,기병,궁병,비병,수병,승려등이 있다. 지휘관과 같은 10hp를 가지고 있으며 hp가 0이 되면 한개의 용병소대가 맵상에서 사라진다. 용병이 유닛을 격파하면 그 용병을 고용한 캐릭터의 경험치가 오르고 대부분 용병으로 전투를 진행하는데다 지휘관의 보호측면에서 용병은 굉장히 중요하다. 오리지널2와 데어의 공통요소로써 지휘관의 각 상하좌우에 용병을 배치했을 경우 아군의 턴이 돌아왔을 때 용병이 입은 체력의 피해가 3씩 회복된다.

## 등장인물

### 빛의 군세
엘윈(Elwin) (성우 - 쿠사오 타케시 / 강수진)
랑그릿사 II의 주인공. 원래 양부와 함께 살고 있었지만 마족이 양부를 살해하는 바람에 복수를 위해 여행을 떠나게 된다. 데어 랑그릿사에서는 선택지에 따라 엘윈이 계속 빛의 후예로 갈것인지(빛의 군세편), 제국의 편을 설것인지(제국의 이상편), 마족 세력과 손을 잡을것인지(어둠의 전설편), 모든 세력을 배신하고 독립할 것인지(패왕의 길편) 여러 가지 루트로 게임을 진행시킬 수 있다. 또한, 1998년에 출시된 드라마틱 에디션에서는 패도의 길과 제국 화친 루트가 추가되었다.
헤인(Hein) (성우 - 야마구치 캇페이)
엘윈의 친구이며 마법사이다. 어떤 루트를 선택하든 끝까지 엘윈과 함께하기 때문에 든든한 동료.
루시리스 (성우 - 히라마츠 아키코)
제시카 (성우 - 한 케이코)
루시리스의 분신이자 천재 마법사. 환생을 통하여 몇백년을 살아왔다.
리아나(Liana) (성우 - 코우다 마리코)
빛의 무녀이자 헤인의 소꿉친구. 마족 세력에 있는 라나와는 쌍둥이 동생이다. 알하자드의 봉인을 풀기 위해서는 빛의 무녀인 리아나와 어둠의 무녀인 라나가 필요하기 때문에 제국에서 그녀를 쫓는다.
쉐리(Cherie) (성우 - 요코야마 치사)
칼자스 왕국의 공주. 제멋대로인 성격. 엘윈을 좋아하고 헤인과는 티격태격하는 사이이다.
키스(Keith) (성우 - 호리 히데유키)
쉐리를 보호하는 칼자스 왕국의 비행부대장.
레스터(Lester) (성우 - 야오 카즈키)
해적이였던 레스터는 부상당했을 당시 제시카의 구조를 받고 제시카를 보호하게 된다. 키스와는 친분이 있다.
아론(Aaron) (성우 - 시바타 히데카즈)
쉐리의 검술 스승이자 늙은 검사.
스코트(Scott) (성우 - 미키 신이치로)
살라스 지방 영주의 양자. 유능한 기사가 되는 것이 꿈이다. 기병클래스로 활약하는 캐릭터이다.
라나(Lána) (성우 - 코우다 마리코)
어둠의 무녀이자 빛의 군세에 있는 리아나의 쌍둥이 언니. 리아나와는 어렸을 때 헤어졌으며, 보젤의 세뇌로 인해 마족의 편에 서있다. 레온과는 사랑하는 사이이다.

### 레이갈드 제국
베른하르트 (Bernhardt) (성우 - 사사오카 시게조)
제국의 황제. 그에게는 알 수 없는 카리스마가 있다. 황제가 되기 전에는 유명한 용병이였다. 어둠의 검 알하자드의 봉인을 풀어 대륙을 통일하고자한다.
레온(Leon) (성우 - 오키아유 료타로)
제국 4대 장군중 하나이며 청룡기사단의 대장. 끝까지 황제에 대한 충성심을 버리지 않는 충직한 신하. 제국군에 속해있지만 레온 역시 빛의 후예이기 때문에, 빛의 후예만이 사용할 수 있는 랑그릿사를 사용할 수 있다.
에그베르트(Eggbert) (성우 - 아오노 타케시)
제국 4대 장군중 하나이며 흑룡마도사단의 대장이자 제국의 참모. 옛날 제시카의 제자였다. 어둠의 힘에 매료되어 수많은 금단의 주문을 익히는 바람에 어둠에 몸이 잠식당했다. 후에 그는 어둠의 힘의 위험성을 깨닫고 세상의 어둠을 멸망시키고자 한다.
이멜다(Imelda) (성우 - 츠루 히로미)
제국 4대 장군중 하나이며 빙룡군단의 대장. 잔혹하고 냉정하며, 자존심이 강하다.
발가스(Vargas) (성우 - 고오리 다이스케)
제국 4대 장군중 하나이며 화룡군단의 대장. 생긴것과는 다르게 부하들을 아끼고 아내에게는 따뜻한 남편이기도 하다.
레아드(Laird) (성우 - 호리카와 료)
청룡기사단의 부장으로 레온이 가장 아끼는 부하이다.
발도(Bardo) (성우 - 사사오카 시게조)
레온의 부하. 첫 시나리오에서 리아나를 납치한다.
조름(Zilmu) (성우 - 카와즈 야스히코)
발가스의 부하.
모건(Morgan) (성우 - 코우노 요시유키)
에그베르트의 부하.

### 어둠의 군세
보젤 (성우 - 시오자와 카네토)
카오스
소니아(Sonya) (성우 - 토미자와 미치에)
로우가의 여동생. 인간과 마족의 혼혈이며, 이 때문에 인간과 마족 모두에게 미움을 받는다.
에스트＆오스트(Esto＆Osto)소니아를 호위하는 마족. 플레이어가 조종할 수 있는 유일하게 마족클래스로 전직할 수 있는 캐릭터이다.

### 그 외
로우가(Rouga) (성우 - 겐다 텟쇼)
시나리오 도중에 만나게 되는 용병. 마족 세력에 있는 소니아의 오빠이다. 빛의 군세 루트를 진행할 경우 제국의 편에 서게 되며, 그 이외의 루트를 선택하면 엘윈을 계속 따라가게 된다.
- 카오스, 소니아, 에스트&오스트, 로우가는 오리지널 랑그릿사2에는 등장하지 않는다.
- 성우는 PC-FX판 데어랑그릿사부터 채용되었다.